# Maddau
Maddau ist ein Ortsteil der Gemeinde Waddeweitz im niedersächsischen Landkreis Lüchow-Dannenberg.

## Geographie
Das Dorf liegt zwei Kilometer nördlich von Waddeweitz und nördlich der B 493 im Hohen Drawehn.

## Geschichte
Für das Jahr 1848 wird angegeben, dass ein Teil des Dorfes mit sechs Wohngebäuden mit 36 Einwohnern zum Amt Dannenberg gehörte, während der andere Teil mit sechs Wohngebäuden und 40 Einwohnern zum Amt Lüchow gehörte. Zu der Zeit war der Ort nach Groß Wittfeitzen eingepfarrt, wo sich auch die Schule befand.
Im Jahr 1852 wechselte Maddau vom Amt Dannenberg in das neu gebildete Amt Clenze.
Am 1. Dezember 1910 hatte Maddau 70 Einwohner und war eine eigenständige Gemeinde im Kreis Lüchow.